# Tzompantli de Tecóaque
El Tzompantli de Tecóaque, també conegut com a Tzompantli de Sultepec, és un tzompantli, considerat com la darrera peça arqueològica del món amerindi anterior a la invasió espanyola, o la primera peça de la història moderna de Mèxic, ja que marca l'inici de la conquesta i caiguda de Mèxic-Tenochtitlan. Data del segle xvi, i als seus voltants es va lliurar la batalla de Tecóaque, actual municipi de Calpulalpan.

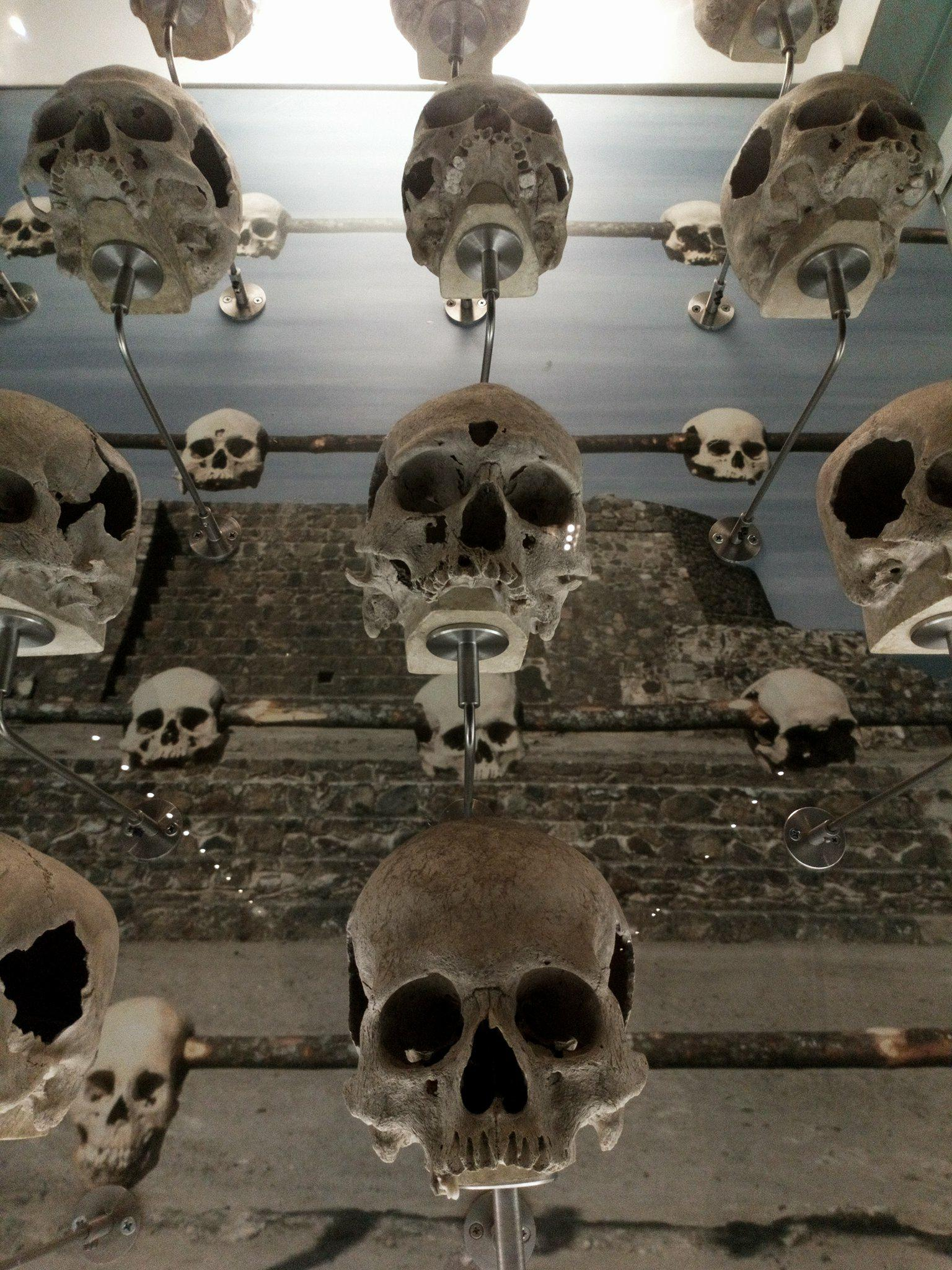
Rèplica del Tzompantli de Tecóaque al Museu Nacional d'Història Castillo de Chapultepec, Ciutat de Mèxic

Les restes corresponen a un grup de dones i xiquets, servents indígenes i mestissos, esclaus negres i soldats part de la tropa de Juan Yuste, que van ser capturats pels asteques. Van ser morts i les seues restes col·locades en honor a Huitzilopochtli. Cada crani representa una estrela dels germans de Huitzilopochtli derrotats en la guerra.

## Fets
Mentre Hernán Cortés entrava a Tenochtitlán i capturava l'emperador asteca Moctezuma II, Pánfilo de Narváez arriba a Mèxic des de Cuba amb ordres d'arrestar-lo. El conqueridor deixa Tenochtitlán en mans de Pedro de Alvarado, que ordena la massacre d'uns mil asteques que participaven en les festes de Toxcatl. Després de bregar amb Narváez, Cortés es prepara per a tornar a Tenochtitlán amb una força major, en haver pres el control sobre els equips de Narváez. Però primer envia una caravana de subministraments i gent, entre ells "dones i xiquets espanyols, africans esclaus i altres servents que portaven càrregues i conduïen ramat."
En assabentar-se de la massacre perpetrada per Alvarado, Cortés s'afanya a tornar a Tenochtitlán per a tractar de sufocar la rebel·lió provocada per la crueltat espanyola. Tanmateix, poc després de la seua arribada, ell i els seus soldats són expulsats en l'anomenada Nit Trista, en què van morir gairebé tots els soldats i cavalls que hi havia dut Narváez. Abans de la completa derrota, els espanyols maten a Cacamatzin, rei de la capital acolhua de Texcoco. Mentrestant, la lenta caravana de subministraments que havia enviat Cortés travessa el pas de muntanya just al nord d'Iztaccíhuatl, camí de Tenochtitlán. Poc després, guerrers acolhues els cauen a sobre i actuen com a venjança per la mort del seu rei. Els asteques acolhues empresonen els integrants de la caravana i, en sis mesos, les desenes d'espanyols i esclaus negres, i centenars de servents indígenes foren torturats, sacrificats i parcialment devorats. Els ossos trobats en les recerques arqueològiques mostren que unes 550 víctimes van sofrir l'extracció ritual del cor, i els cossos foren consumits en part; els ossos havien estat bullits i raspats per a netejar-los de carn. Els caps es col·locaren en el tzompantli. El bestiar, cavalls i mules també s'ofrenaren i consumiren, tret dels porcs. Als asteques, els van semblar uns animals tan estranys i sospitosos, que els van enterrar sencers, sense menjar-se'ls.
"Fou un sacrifici continu durant sis mesos. Mentre els presoners escoltaven com sacrificaven els seus companys, se'n triaven els següents", explica Enrique Martínez, director de l'excavació arqueològica a un periodista de l'agència de notícies Reuters.
Quan mesos més tard Cortés se n'assabenta dels fets, canvia el nom del poble de Zoltepec (Muntanya de les guatles) a Tecóaque (Menjadors de gent) en nàhuatl. Després hi envià un batalló per a destruir-lo.
Una recerca publicada al gener del 2021 va trobar que, si més no, una dotzena de dones i xiquets hi havien estat massacrats. Els habitants sabien que s'acostava un atac de revenja i van muntar obres ofensives que fracassaren. Els hòmens hi van poder fugir, però s'hi descobriren restes de diverses dones que protegien deu xiquets de cinc i sis anys al centre del poble, mutilats dins de diverses habitacions. Se'n van cremar els temples i es van decapitar les estàtues.

## Tzompantli
El terme nàhuatl tzompantli se sol traduir com a: 'bastida de cranis', 'altar de cranis', 'filera de caps' i 'plataforma de calaveres'. La varietat d'interpretacions és reflex de la manca de consens quant al que és el tzompantli, la qual cosa en certa manera ha tapat la seua veritable funció entre els nahues abans de la invasió espanyola.
Es tracta d'una plataforma de pedra sobre la qual s'alça una bastida o armadura de fusta de la qual generalment pengen, perforats horitzontalment o vertical, cranis o caps humans, travessats per vares o pals de fusta. Tanmateix, la paraula s'empra per a designar tant ossos humans ja siga un crani aïllat o un grup de restes òssies desarticulades com un o més caps, o bé una plataforma o les petjades dels pals d'un bastidor de fusta que es pensa que alguna vegada sostenia restes humanes.

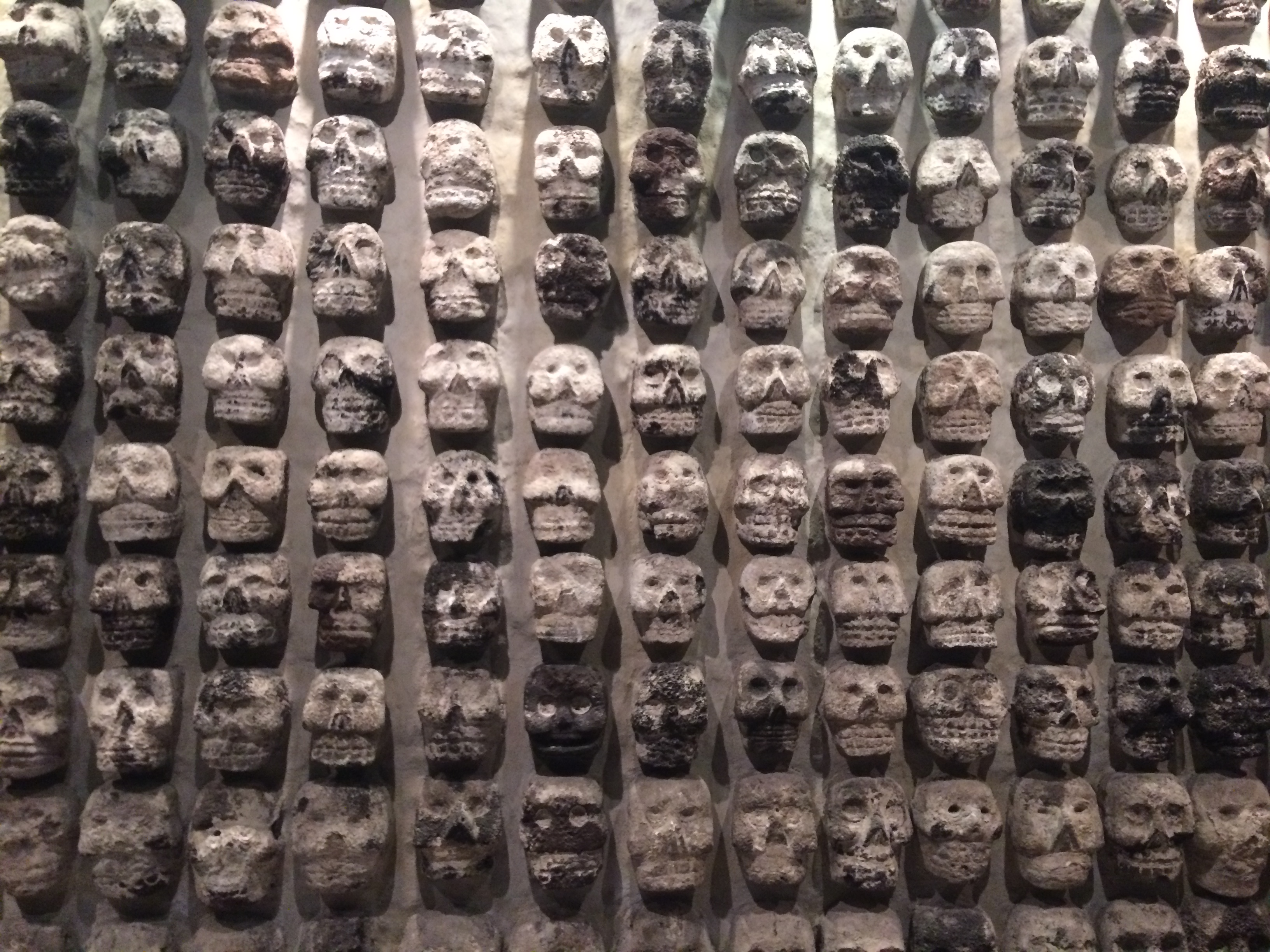
Tzompantli, Temple major, Ciutat de Mèxic

Durant l'època ameríndia, el tzompantli tenia un ús i un significat clars, generalment acceptats i registrats, tot i que no plenament coneguts. En el transcurs de la conquesta militar espanyola i al llarg dels anys de l'evangelització catòlica, els espanyols ho van entendre a partir de les seues pròpies concepcions, alienes al pensament amerindi. Els conqueridors i els religiosos espanyols en les seues cròniques van interpretar-ne la funció de manera variable. Malgrat que aviat comprenen que les restes humanes exposades que veuen són el resultat dels sacrificis que els amerindis feien als seus déus, alguns els expliquen com despulles d'un acte d'antropofàgia; i altres, el perceben com un calvari, un cementeri o una sepultura. El tzompantli també es va veure com una relíquia de presoners de guerra, i com un trofeu de guerra.

## Tecóaque
Era una zona que se situa en l'actual municipi de Calpulalpan; antigament era dins el territori dels tlaxcalteques, en els seus límits, servint com a frontera amb l'Imperi asteca.
Ací es va lliurar una de les batalles decisives que canviaren el rumb de la història de Mèxic, perquè marca la fi de la història precolombina.